# Vi of Smith's Alley
Vi of Smith's Alley é um filme de drama mudo produzido no Reino Unido e lançado em 1921.